# Stotzheim
Stotzheim è un comune francese di 1 088 abitanti situato nel dipartimento del Basso Reno nella regione del Grand Est.

## Società

### Evoluzione demografica
Abitanti censiti